# Gommage
Gommage è un termine della lingua francese usato per indicare un tipo di trattamento estetico che interessa per lo più il viso e che è finalizzato alla esfoliazione dell'epidermide. La pratica estetica è indicata anche con le parole inglesi scrub, o scrubbing.
Consiste, in sostanza, nella rimozione di quello strato superficiale di cellule morte e sporcizia che viene ad accumularsi col tempo sulla pelle. Esso favorisce pertanto l'ossigenazione dei tessuti, il rinnovamento della cute e previene il cosiddetto “incarnimento” dei peli.

## Dettagli
Il gommage si applica sempre dopo la detersione, a volte congiuntamente alla vaporizzazione della pelle; l'effetto ottimale si ottiene a pelle pulita con pori dilatati e circolazione cutanea particolarmente attiva. Consiste, sostanzialmente, nella rimozione meccanica dello strato in eccesso di cellule morte e sporcizia attraverso l'uso di superfici abrasive come il guanto di crine; spesso l'abrasione è accompagnata dall'azione chimica di particolari creme a base di acidi di frutta che ne migliorano l'efficacia.
Il movimento (sempre circolare) del guanto di crine sulla pelle, soprattutto in zone in cui il tessuto da asportare è particolarmente coriaceo (ginocchia, gomiti), dev'essere deciso e profondo. Essendo una procedura di abrasione è consigliato farlo saltuariamente e solo in zone che necessitano di tale operazione, utilizzando componenti abrasivi non eccessivamente aggressivi sulle parti delicate, vanno evitate le zone stressate. Lo scrub viso va effettuato con moderazione evitando il contorno occhi.

## I prodotti
Esistono diversi tipi di esfolianti in cosmesi estetica; normalmente se ne utilizzano tre tipi:
- Scrub: viene considerato un esfoliante di tipo meccanico; al suo interno contiene sostanze quali pietre, sali, polveri o gherigli di semi che effettuano un'esfoliazione (eliminazione delle cellule morte dello strato corneo) meccanica. Infatti il prodotto applicato sul viso e massaggiato, permette la desquamazione di queste cellule, apportando maggior luminosità al viso e permettendo una migliore penetrazione delle sostanze cosmetiche applicate successivamente. Se ne consiglia l'uso principalmente su pelli ispessite facendo attenzione nel massaggio a non abradere l'epidermide.
- Gommage: esfoliante più delicato che contiene al suo interno polvere di avena o riso, ecc. È sempre un esfoliante meccanico perché necessita di movimenti "gommanti" che si attuano sul viso al fine di eliminare le cellule morte in modo meno aggressivo per l'epidermide, adatto a pelli sensibili. L'unica attenzione è rivolta alle pelli con couperose; in quel caso il massaggio gommante non deve protrarsi eccessivamente in quanto può stimolare eccessivamente la micro circolazione.
- Peeling: Effettua un'azione chimica in quanto lo strato corneo, ormai morto, viene eliminato o per mezzo di prodotti che contengono acidi (i più noti sono gli acidi della frutta come ad esempio l'acido glicolico), oppure tramite enzimi che decompongono le cellule morte agendo da cheratolitici. Nel settore estetico possono essere utilizzati solo prodotti con percentuali di acido ridotto, diversamente che nel campo medico, mentre per il prodotto enzimatico l'unica accortezza è quella di essere utilizzato nella fase di risciacquo, altrimenti la lisi potrebbe proseguire causando possibili micro fessurazioni.

## Peeling meccanico
I metodi meccanici di esfoliazione prevedono la pulizia fisica della pelle con un materiale abrasivo. Questi tipi di esfolianti includono panni in microfibra, cerotti esfolianti, scrub facciali a microsfere, carta per frittelle, gusci di albicocca o di mandorla schiacciati, cristalli di zucchero o di sale, pietra pomice e materiali abrasivi come spugne, luffa, spazzole e unghie. Diversi scrub per il viso sono disponibili in prodotti da banco da applicare all'utente. Le persone con la pelle secca dovrebbero evitare gli esfolianti che contengono una parte significativa di pomice o roccia vulcanica macinata. La pomice è nota come materiale per esfoliare la pelle dei piedi.

## Peeling chimico
I metodi di esfoliazione chimica, noti anche come peeling chimici, prevedono l'applicazione di una soluzione chimica appositamente formulata per rimuovere gli strati superiori della pelle.  Questi tipi di esfolianti contengono alfa-idrossiacidi (acido glicolico, acido lattico, acido di mandorle, acido malico, acido tartarico e acido citrico), beta-idrossiacidi (acido salicilico), poli-idrossiacidi (acido lattobionico, gluconolattone e galattosio) o enzimi (tripsina o collagenasi). Queste sostanze chimiche indeboliscono l'adesione cellulare, permettendo alle cellule di staccarsi. Di questi, solo gli AHA (acidi alfa-idrossilici) e i BHA (acidi beta-idrossilici) sono disponibili in commercio per l'uso quotidiano. Mentre gli AHA vengono applicati per pulire lo strato esterno della pelle, i BHA penetrano e puliscono la pelle dall'interno. Gli operatori sanitari possono applicare questi scrub in alte concentrazioni o distribuirli in concentrazioni inferiori nei prodotti da banco.